# Eublemma partitella
Eublemma partitella är en fjärilsart som beskrevs av J. Peter Maassen 1890. Eublemma partitella ingår i släktet Eublemma och familjen nattflyn. Inga underarter finns listade i Catalogue of Life.